# Rondeau en forme de canon
Le Rondeau en forme de canon, op. 184, est une œuvre de la compositrice Mel Bonis.

## Composition
Mel Bonis compose son Rondeau en forme de canon pour chœur à trois voix égales sur un texte d'A. Dupont.

## Analyse
L'œuvre est une ronde joyeuse et rapide qui se chante à trois voix élevées avec accompagnement de piano. C'est une danse paysanne à trois temps.

## Sources
- Étienne Jardin, Mel Bonis (1858-1937) : parcours d'une compositrice de la Belle Époque, 2020 (ISBN 978-2-330-13313-9 et 2-330-13313-8, OCLC 1153996478, lire en ligne)